# École de guerre économique
Cet article possède un paronyme, voir École de guerre.
Pour les articles homonymes, voir EGE.
 (juillet 2024).
L'École de guerre économique (EGE) est un établissement d'enseignement supérieur privé hors contrat français, fondé en 1997, spécialisé dans l'intelligence économique qui s'intéresse au renseignement économique, défensif ou offensif, pratiqué dans un contexte de guerre économique et de mondialisation économique. Elle est dirigée par Christian Harbulot.

## Histoire

### Création (1997-2004)

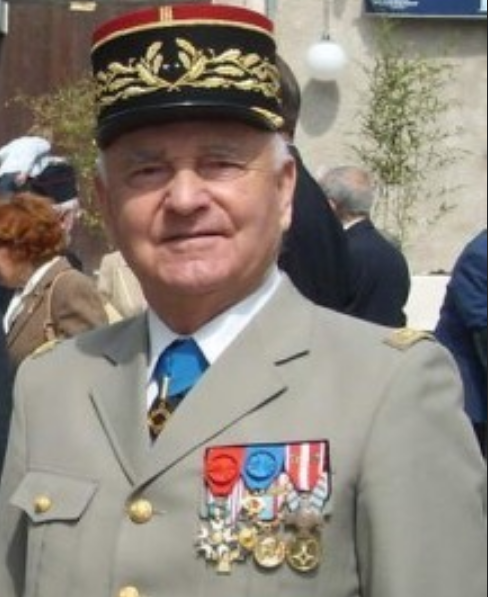
Le général Jean Pichot-Duclos, cofondateur de l'EGE.

L'École de guerre économique est créée en octobre 1997 par Jean Pichot-Duclos, général et ancien directeur de l'école interarmées du renseignement reconverti auprès de la société-parapluie du Ministère de la Défense, Défense conseil international, où il a créé la branche d'intelligence économique (Intelco-DCI). Il cofonde l'école au sein-même de la DCI avec Christian Harbulot, alors directeur opérationnel d'Intelco-DCI.
Rapidement, les fondateurs de l'école s'associent avec l'École supérieure libre des sciences commerciales appliquées (ESLSCA) afin de faire héberger la nouvelle structure. Benoît de Saint-Sernin, alors responsable de la communication de l'ESLSCA, assiste brièvement les deux fondateurs au sein de la direction jusqu’en 1999.
Depuis sa création, l'objectif de l'école est de former des cadres et des étudiants déjà diplômés de Bac+3/4 à la pratique opérationnelle et stratégique de l'intelligence économique. Du fait que l'EGE soit née au sein d'une société-parapluie du ministère de la défense et qu'elle soit régulièrement soutenue par le renseignement français, il est d'usage qu'elle soit considérée comme l'école du renseignement d'affaires et de l'investigation industrielle destinée aux civils,.

### Évolution (2004-aujourd'hui)
En 2011, l'EGE organise les premiers états généraux de l'intelligence économique au sein de l'École militaire, sous l'égide du Ministère de l'Intérieur.
En 2013, en partenariat avec les éditions La Bourdonnaye, l'association de l'école met en place la collection AEGE.
Dans ses activités, l'EGE est aussi directement partenaire de l'École militaire, des Jeunes IHEDN et de la CCI France. L'école entretient également des liens avec l'Académie Militaire de Munich et le volet économique du groupe éducatif japonais Tsuzuki[source insuffisante].
L'école ouvre un campus au Maroc en 2019.
En 2020, l'EGE lance ses Cahiers de la guerre économique,.
En septembre 2021, l'IAE Paris-Sorbonne et l'EGE ouvrent une formation certifiante baptisée « Data science et transformation digitale ». En 2022, elle ouvre un centre de recherche consacré à la guerre de l'information.
L'école compte, en 2020, 24 promotions SIE (formation initiale), 34 promotions MSIE (formation continue), 8 promotions MRSIC (formation continue), 3 promotions RSIC (formation initiale), 3 promotions RIE (formation initiale),. L'école accueille chaque année cinq cents nouveaux inscrits répartis dans ses différentes formations, et compte 3 000 diplômés. Environ 10 % des étudiants ont travaillé ou travaillent dans les services de renseignement.
En 2022, l'EGE, qualifiée par Libération de « structure d’enseignement supérieur privée spécialisée dans la stratégie, le lobbying, l’intelligence économique et le renseignement, le tout à la sauce militaire » prend position contre l'industrie de la viande cellulaire.

## Institution

### Direction

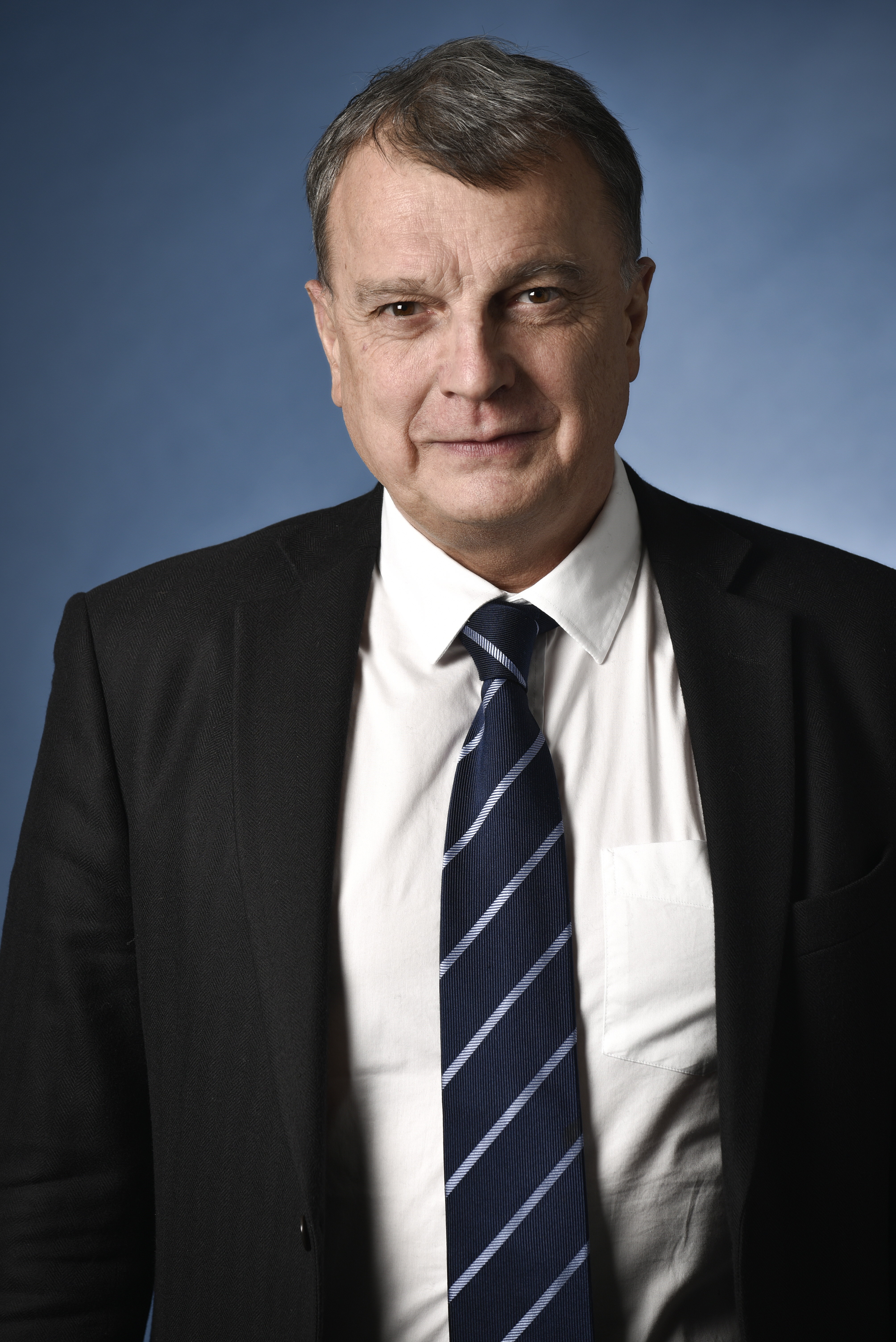
Christian Harbulot, cofondateur et directeur de l'EGE.

L'EGE est aujourd'hui dirigée par Christian Harbulot, Charles Pahlawan (développement), Bartol Zivkovic (communication).

### Corps professoral

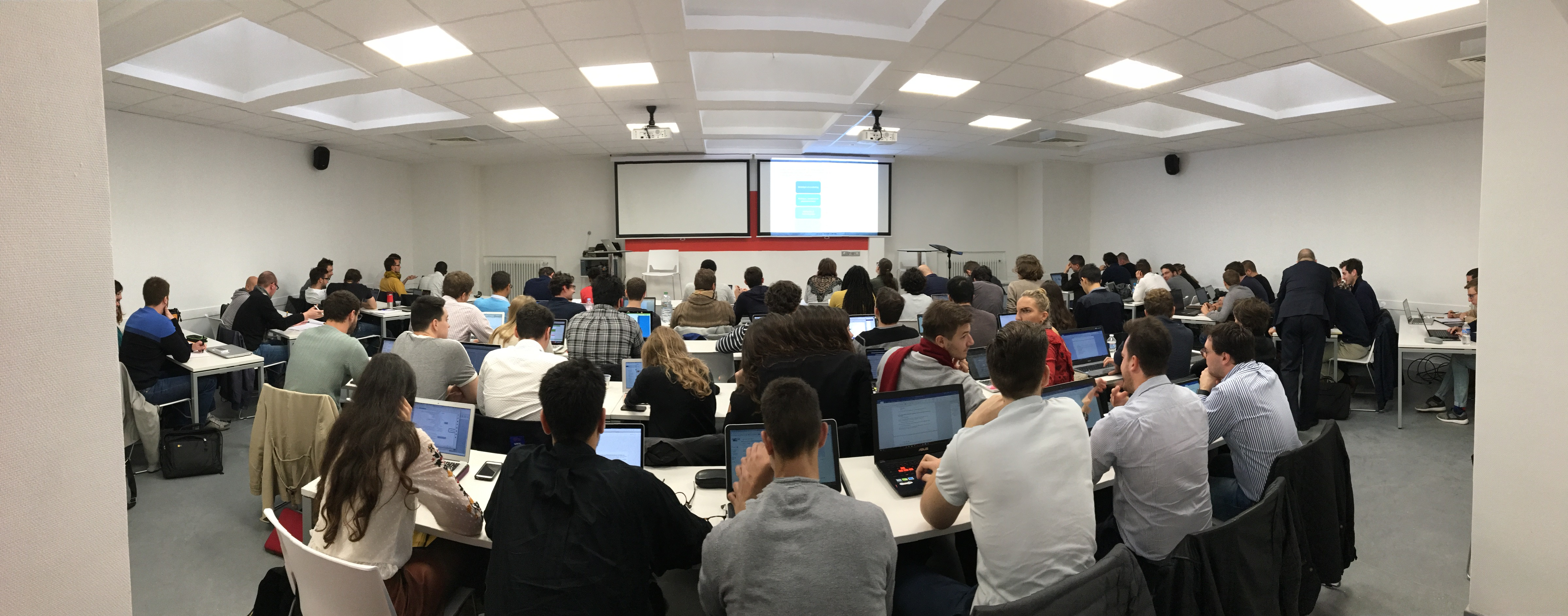
Amphithéâtre Pichot-Duclos, à l’École de guerre économique.

Selon l'école, les intervenants sont issus à 80% du monde des affaires, de l'intelligence économique et de divers secteurs militaires et civils, et à 20% d'universitaires, le plus généralement enseignants ou professeurs à l'université Panthéon-Sorbonne, dans les Instituts d'études politiques, et à l'IAE de Poitiers.

#### Enseignants
- Peer de Jong[8], professeur associé ;
- Antoine Violet-Surcouf[17], professeur associé ;
- Olivier de Maison Rouge, intelligence économique ;
- Bernard Carayon[18], intelligence économique ;
- Aymeric Chauprade[19], géopolitique ;
- Christian Harbulot, intelligence économique ;
- Rémi Kauffer[20] ;

## Classement
Le MBA de l’École de guerre économique se classe première dans le classement Eduniversal des formations en intelligence économique.